# Mont-l'Étroit
Mont-l'Étroit is een gemeente in het Franse departement Meurthe-et-Moselle (regio Grand Est) en telt 98 inwoners (2009). De plaats maakt deel uit van het arrondissement Toul.

## Geografie
De oppervlakte van Mont-l'Étroit bedraagt 6,3 km², de bevolkingsdichtheid is dus 15,6 inwoners per km².
De onderstaande kaart toont de ligging van Mont-l'Étroit met de belangrijkste infrastructuur en aangrenzende gemeenten.

## Demografie
De figuur toont het verloop van het inwonertal (bron: INSEE-tellingen).